# AFOL
AFOL – akronim oznaczający adult fan of Lego, czyli „dorosły fan lego”. Określenie oznaczające fascynatów zabawy klockami firmy Lego.
Zabawa klockami zasadniczo przeznaczonymi dla dzieci budzić może śmiech.
Z tego powodu dorośli fascynaci klocków zajmowali się swoim hobby w zaciszu własnych domów. W ostatnich latach wielu z nich nie wstydzi się już swego hobby.
Za pośrednictwem Internetu fani klocków rozpoczęli łączyć się w grupy.
Określają siebie różnie:
- AFOL – adult fan of Lego
- ALE – adult Lego enthusiast
- AFOLB – adult fan of Lego bricks (to ostatnie określenie podkreśla, iż fascynacja dotyczy klocków, a nie firmy)

Kontaktują się za pomocą portalu LugNet.
W 2004 roku powstała grupa działająca w Polsce – LUGPol.
Największym zlotem fanów klocków jest Brickfest odbywający się w Stanach Zjednoczonych.
Gazetą fanów jest e-gazeta BrickJournal prezentująca najciekawsze konstrukcje.
Firma Lego Group zauważyła dorosłych bawiących się klockami i stworzyła specjalny program Ambasadorowie Lego. 

## Konstrukcje
Modele tworzone przez dorosłych często różnią się od dziecięcych skalą, dokładnością, czasem budowy, tematyką, często bardzo aktualną oraz poniesionymi kosztami – dzieciom klocki kupują rodzice, a pracujący Afole często przeznaczają znaczną część swych pensji na swoje klockowe hobby, które jest dosyć kosztowne.
Jednak nie można pomijać licznych, młodych i zdolnych twórców pięknych klockowych dzieł, którzy afolami jeszcze nie są, a już zdobywają nagrody i wyróżnienia za swoją twórczość.
Tworzone modele to kopie istniejących, bardzo znanych obiektów np. Tadź Mahal, pojazdów itp. lub konstrukcje stworzone na podstawie własnych pomysłów.
Modele własnego pomysłu (bez wzorów) fani określają jako „Lego MOC” (ang. my own creation).
Afol może mieć konkretną specjalizację np. sceny biblijne lub polityczne.
Czas budowy modelu sięga nawet kilku miesięcy.
Z udziałem klocków kręcone są Brickfilms – filmy w postaci animacji poklatkowych ze scenami z klocków.